# 란지트 싱
마하라자 란지트 싱(Maharaja Ranjit Singh, 1780년 11월 13일 ~ 1839년 6월 27일)은 인도 시크 제국의 창시자이다. 펀자브에서 출생. 펀자브지방에 할거하던 시크교도의 세력을 규합하여 19세기 초에 시크 제국을 건설하였다. 그의 펀자브 정복은 영국의 요구와 충돌하였으나, 세 차례의 마라타 전쟁에도 영국에게 굴복하지 않은 유일한 왕국으로서 독립을 지켰다. 1839년 그가 죽은 후 여러 세력으로 분열되기 시작하여 1840년대에 시크전쟁에서 두 차례에 걸쳐 패배함으로써 멸망하였다. 이로 말미암아 인도는 독립된 정치권력이 완전히 사라졌다.

## 같이 보기
- 코이누르